# Муравльов Володимир Васильович
Муравльов Володимир Васильович (нар. 25 квітня 1975) — український стронґмен, чемпіон Європи з пауерліфтингу (1999, 2001), чемпіон світу з пауерліфтингу, чемпіон світу у команді, на турнірі «Найсильніша нація планети» (2007).

## Біографія
Муравльов Володимир Васильович народився 25 квітня 1975 року в місті Маріуполь. Освіта повна вища, в 1997 році закінчив Харківський державний інститут фізичної культури. Атлет Професіональної Ліги стронгменів України.
1 травня 2011 року силачі Муравльов В. та Іванов М. встановили рекорд, в парі протянувши 13 вагонів на 10 метрів загальною вагою 320 тон на залізничному вокзалі станції Красний Лиман.
На даний момент Муравльов Володимир проживає в м. Абакан (Хакасія, Росія) та продовжує брати участь в турнірах різного рівня.

## Досягнення
- Чемпіоном світу з пауерліфтингу серед юніорів (1998)
- Чемпіон Європи з пауерліфтингу серед юніорів (1998)
- Чемпіон світу в командному заліку зі стронгмену (2007)
- Чемпіон Європи з пауерліфтингу (1999, 2001)
- Чемпіон Європи з силового екстріму в командному заліку (2009)
- Переможець у командному заліку турніру «Донбас Open» (2010)